# Christal Ransom
Christal Ransom (15 de abril de 1982) es una deportista estadounidense que compitió en judo. Ganó una medalla de bronce en los Juegos Panamericanos de 2011, y una medalla de bronce en el Campeonato Panamericano de Judo de 2011.

## Palmarés internacional
| Juegos Panamericanos    | Juegos Panamericanos | Juegos Panamericanos | Juegos Panamericanos |
| Año                     | Lugar                | Medalla              | Categoría            |
| ----------------------- | -------------------- | -------------------- | -------------------- |
| 2011                    | Guadalajara (México) | Medalla de bronce    | –63 kg               |
| Campeonato Panamericano |                      |                      |                      |
| Año                     | Lugar                | Medalla              | Categoría            |
| 2011                    | Guadalajara (México) | Medalla de bronce    | –63 kg               |